# Pallacanestro Biella 2008-2009
Questa voce raccoglie le informazioni riguardanti la Pallacanestro Biella nelle competizioni ufficiali della stagione 2008-2009.

## Stagione
La stagione 2008-2009 della Pallacanestro Biella sponsorizzata Angelico, è l'8ª nel massimo campionato italiano di pallacanestro, la Serie A.
Anche per questa stagione la Lega Basket conferma la regola riguardo al numero di giocatori extracomunitari consentiti per ogni squadra, cioè quattro.

## Roster
Aggiornato al 30 dicembre 2021.
| Angelico Biella 2008-2009 | Angelico Biella 2008-2009 |
| Giocatori                 | Staff tecnico             |
| ------------------------- | ------------------------- |

| N. | Naz.                   | Ruolo | Nome                 | Anno | Alt.   | Peso   |  |
| -- | ---------------------- | ----- | -------------------- | ---- | ------ | ------ |  |
| 4  | Slovenia (bandiera)    | AC    | Goran Jurak          | 1977 | 203 cm | 112 kg |  |
| 8  | Italia (bandiera)      | GA    | Tommaso Raspino      | 1989 | 195 cm | 80 kg  |  |
| 9  | Italia (bandiera)      | P     | Valerio Spinelli     | 1979 | 185 cm | 82 kg  |  |
| 10 | Italia (bandiera)      | P     | Andrea Danna         | 1990 | 179 cm |        |  |
| 11 | Svezia (bandiera)      | AG    | Jonas Jerebko        | 1987 | 204 cm | 105 kg |  |
| 12 | Italia (bandiera)      | G     | Niccolò Margheri     | 1990 | 193 cm |        |  |
| 13 | Italia (bandiera)      | AC    | Luca Garri           | 1982 | 206 cm | 110 kg |  |
| 15 | Stati Uniti (bandiera) | AG    | James Gist           | 1986 | 206 cm | 102 kg |  |
| 16 | Italia (bandiera)      | C     | Paolo Rotondo        | 1989 | 203 cm | 90 kg  |  |
| 20 | Stati Uniti (bandiera) | PG    | Joe Smith            | 1977 | 193 cm | 94 kg  |  |
| 21 | Italia (bandiera)      | G     | Pietro Aradori       | 1988 | 194 cm | 95 kg  |  |
| 33 | Stati Uniti (bandiera) | AC    | Greg Brunner         | 1983 | 202 cm | 108 kg |  |
| 44 | Stati Uniti (bandiera) | GA    | Reece Gaines         | 1981 | 198 cm | 106 kg |  |
| 45 | Stati Uniti (bandiera) | C     | Trent Plaisted       | 1986 | 211 cm | 109 kg |  |
| -  | Italia (bandiera)      | P     | Marco Ceccarelli     | 1991 |        |        |  |
| -  | Italia (bandiera)      | A     | Pietro Danna         | 1992 | 178 cm |        |  |
| -  | Italia (bandiera)      | AP    | Djbril Favario       | 1990 | 192 cm |        |  |
| -  | Italia (bandiera)      | G     | Francesco Martinetti | 1992 | 180 cm |        |  |
| -  | Italia (bandiera)      | A     | Davide Raucci        | 1990 | 198 cm | 96 kg  |  |
| -  | Italia (bandiera)      | G     | Marco Secchia        | 1990 |        |        |  |
| -  | Italia (bandiera)      | A     | Lorenzo Tosin        | 1990 |        |        |  |

| Allenatore                                                                 |
| - Luca Bechi                                                               |
| Assistente/i                                                               |
| - Massimo Cancellieri Legenda - (C) Capitano - (IN) Inattivo - Infortunato |

## Mercato

### Sessione estiva
| Acquisti | Acquisti       | Acquisti             | Acquisti   | Acquisti |
| R.       | Nome           | da                   | Modalità   |          |
| -------- | -------------- | -------------------- | ---------- | -------- |
| G        | Pietro Aradori | Olimpia Milano       | definitivo |          |
| PG       | Joe Smith      | Sptk. S. Pietroburgo | definitivo |          |
| AC       | Luca Garri     | Virtus Bologna       | definitivo |          |
| C        | Trent Plaisted | BYU Cougars          | definitivo |          |
| GA       | Reece Gaines   | Pall. Treviso        | definitivo |          |
| AG       | James Gist     | Maryland Terrapins   | definitivo |          |

| Cessioni | Cessioni              | Cessioni          | Cessioni       | Cessioni |
| R.       | Nome                  | a                 | Modalità       |          |
| -------- | --------------------- | ----------------- | -------------- | -------- |
| G        | Daniele Cinciarini    | Scandone Avellino | fine contratto |          |
| P        | Carl Ona Embo         | Rosalía de Castro | prestito       |          |
| GA       | B.J. Elder            | Pall. Cantù       | fine contratto |          |
| P        | Riccardo Santolamazza | Pistoia Basket    | fine contratto |          |
| C        | Brandon Hunter        | Cap. de Arecibo   | fine contratto |          |
| AC       | Kevinn Pinkney        | Pall. Cantù       | fine contratto |          |
| C        | Paolo Barlera         | Virtus Bologna    | fine prestito  |          |
| AP       | Guido Rosselli        | Pistoia Basket    | prestito       |          |
| G        | Keith Langford        | Virtus Bologna    | fine contratto |          |
| AG       | Simone Cotani         | Pall. Varese      | fine contratto |          |

### Dopo l'inizio della stagione
| Acquisti | Acquisti     | Acquisti       | Acquisti        | Acquisti   |
| R.       | Nome         | da             | Data            | Modalità   |
| -------- | ------------ | -------------- | --------------- | ---------- |
| AC       | Goran Jurak  | Free agent     | 24 ottobre 2008 | definitivo |
| AC       | Greg Brunner | Ironi Nahariya | 5 dicembre 2008 | definitivo |

| Cessioni | Cessioni | Cessioni | Cessioni | Cessioni |
| R.       | Nome     | a        | Data     | Modalità |
| -------- | -------- | -------- | -------- | -------- |

## Risultati
- Serie A:
  - stagione regolare: 7º posto su 16 squadre (15-15);
  - playoff: eliminazione in semifinale contro Milano (1-3).